# Tilton (New Hampshire)
Tilton – miasto w Stanach Zjednoczonych, w stanie New Hampshire, w hrabstwie Belknap.